# Беннетт, Дэвид Майкл
Дэ́вид Ма́йкл Бе́ннетт (англ. David Michael Bennett; род. 7 октября 1986, Сан-Диего, Калифорния, США) — американский рок-музыкант, гитарист, вокалист и автор песен, сооснователь театрально-музыкальной стимпанк-футуристической группы Steam Powered Giraffe и исполнитель одной из главных ролей в группе - робота Хребта (англ. The Spine), совладелец Steam Powered Giraffe LLC. 
Помимо работы в группе занимается сольным творчеством, которое затем входит в репертуар Steam Powered Giraffe.

## Биография
Близнецы Дэвид Беннетт и Изабелла Банни Беннетт (актриса, музыкант и художница) со школьных лет увлекались музыкой и театром, снимали любительское видео и тогда же для своих первых записей придумали название Steam Powered Giraffe - "Жираф на паровом ходу", которое позже стало именем основанной ими и их друзьями группы. В школе Дэвид намеревался стать IT-специалистом, но ему также нравилось заниматься в театральной студии. После школы он поступил в Гроссмонд-колледж, где обучался театральному искусству и пантомиме и играл в музыкальном театре.
Именно после курса пантомимы появилась на свет группа Steam Powered Giraffe. В 2008 году финансовый кризис лишил Дэвида и Банни работы в компании, занимающейся полиграфией, и заставил искать новый источник дохода.
Близнецы Беннетты вместе с друзьями и соучениками по курсу мима Джерри Хэджера начали выступать как мимы в Парке Бальбоа, но затем пантомима уступила место музыке (Дэвиду хотелось найти применение своим музыкальным навыкам), и бывшие мимы, не снимая грима, стали группой поющих "роботов", у каждого из которых есть свои имя, характер и вымышленная предыстория. Новообразованный музыкальный коллектив два года развлекал публику в знаменитом Зоопарке Сан-Диего, группу заметили и стали приглашать на различные масштабные мероприятия: фестивали стимпанка, аниме, медиа-фестивали, Comic Con, их концерты переместились на профессиональные подмостки.
Сегодня группа стремительно набирает обороты, их музыкальные видео собирают миллионы просмотров на YouTube. При этом коллектив принципиально не сотрудничает с продюсерами и лейблами, музыканты и актеры все делают самостоятельно, а это не только выступления и их организация, но и выпуск и реализация CD и DVD-дисков, музыкальных видео, дизайн, производство и продажа разнообразной сувенирной продукции, выпуск комиксов с участием персонажей группы. 